# ISO 3166-2:FK
Kódy ISO 3166-2 pro Falklandy neidentifikují žádné regiony (stav v roce 2015).